# Bryan Gómez
Bryan Steven Gómez Peñaloza (Tuluá, Valle del Cauca, 19 de noviembre de 1994) es un ciclista colombiano.

## Palmarés

### Pista
2018
- Juegos Suramericanos
  -  Medalla de oro en Persecución por equipos
- Campeonato de Colombia de Ciclismo en Pista
  -  Bronce en Madison o Americana (junto con Dalivier Ospina)

### Ruta
2018
- 1 etapa de la Vuelta al Valle del Cauca[1]

2019
- 1 etapa del Tour de Taiwán
- 1 etapa de la Vuelta a Colombia
- 3.º en los Juegos Panamericanos en Ruta
- 1 etapa de la Vuelta a Guatemala

2022
- 1 etapa de la Joe Martin Stage Race

## Equipos
- Champion System-Stan's No Tubes (2014-2015)
- Gateway Harley-Davidson Trek Development (Amateur) (2016-2017)
- Holowesko Citadel[2] (2018)
- Manzana Postobón[3] (01.2019-05.2019)
- Equipo Continental Supergiros (2020)
  - Supergiros-Alcaldía de Manizales (2021-)